# پکو ناکانو
پکو ناکانو (انگلیسی: Peko Nakano؛ زادهٔ ۱۰ مارس ۱۹۶۵) بازیکن والیبال ساحلی اهل ژاپن است.